# Pernilla Karlsson
Pernilla Karlsson (født 11. juni 1990 er en finlandsvensk sanger som repræsenterede Finland ved Eurovision Song Contest 2012 i Aserbajdsjan med hendes sang "När jag blundar".